# Mats Norhult
Mats Norhult, född 1953, död 3 mars 2008 i Nepal, var en svensk militär (major) och FN-observatör.

## Biografi
Norhult började sin militära karriär vid Värmlands regemente 1972 och anställdes som furir 1973. 1987 tilldelades Mats Norhult regementets guldmedalj för idrottsprestation. Efter genomgått Försvarshögskolan utnämndes han till major vid Värmlands regemente 1990. År 1993 arbetade Norhult som observatör i Syrien vilket han även gjort i Georgien, Mellanöstern och Sudan. Norhult jobbade senare som säkerhetsofficer vid Försvarsmedicincentrums säkerhetsavdelning i Göteborg. Han har också arbetat som teamleader för Räddningsverket i Sudan.

### Olyckan
Norhult var militärobservatör inom FN:s 1000 man starka mission UNMIN som har sitt huvudkontor i Katmandu i Nepal. Den 3 mars 2008 havererade den helikopter som Mats Norhult befann sig på. Helikoptern var på väg tillbaka från Ramechhap i östra Nepal till huvudstaden Katmandu när olyckan inträffade. Samtliga elva personer ombord omkom.